# 色素

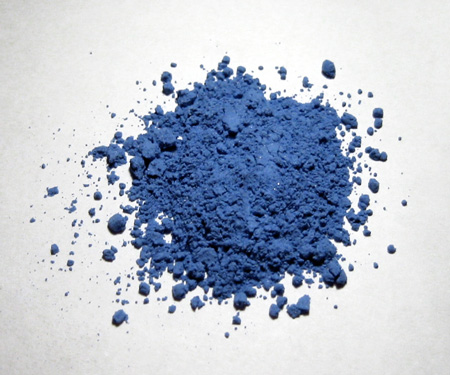
粉狀的群青（ultramarine）

色素（英語：pigment），有時稱颜料，是能使物体染上颜色的物质。

## 物理基礎

遇到各種可見光的波長（顏色）的顏料。 這種色素吸收紅光和綠光，但反射了藍光。

色素之所以會顯示出顏色，在於它們能夠反射或吸收某些波長的可見光的顏色。白光在光學頻譜大約是混合了從375纳米到780納米波長的範圍內的可見光。

## 成份
颜料有可溶性的和不可溶性的，有无机的和有机的区别。
无机颜料一般是矿物性物质，人类很早就知道使用无机颜料，利用有色的土和矿石，在岩壁上作画和涂抹身体。有机颜料一般取自植物和海洋动物，如茜蓝、藤黄和腓尼基人从贝类中提炼的紫色。
可溶性颜料也叫染料，可以用溶液直接印染织物。不溶性颜料要磨细加入介质中，如油、水等。然后涂布到需要染色的物体表面形成覆盖层。
现代有许多人工合成的化学物质作成的颜料，可以满足人类对需要详细划分色相时的应用，如绘画就需要许多不同的相差很细微的颜料。